# Långtomen
Långtomen är en sjö i Norbergs kommun i Västmanland och ingår i Norrströms huvudavrinningsområde.